# III. Lajos hesseni nagyherceg
III. Lajos hesseni nagyherceg (németül: Großherzog Ludwig III. von Hessen und bei Rhein; Darmstadt, 1806. június 9. – Seeheim, 1877. június 13.) 1848–1877 között Hessen nagyhercege.

## Származása és ifjúkora
Lajos herceg 1806 júniusában, a Német-római Birodalom végnapjaiban született II. Lajos hesseni nagyherceg és Vilma badeni hercegnő első gyermekeként. Első házi tanítója a friedbergi reálgimnázium igazgatója volt. 1819 nyarán a herceg elhagyta a szülői házat és a svájci Lausanne városába költözött két évre tanulmányi okokból. Visszatérvén külföldről, a trónörökös magas rangú katonatisztek felügyelete alatt folytatta a tanulást. 1823-ban beiratkozott a lipcsei egyetemre a célból, hogy magasabb színvonalon sajátíthassa el a különböző természettudományos tárgyakat. A kétéves képzés befejeztével a trónörökös idősebb öccse, Károly herceg társaságában tanulmányútra indult, melyet édesapja és a hesseni állam finanszírozott. Az út során megfordultak Bajorországban, Ausztriában, Olaszországban, Franciaországban és Belgiumban is.
1833. december 26-án Lajos herceget édesapja a gyalogsági ezredek parancsnokává nevezte ki ama szándékkal, hogy fiát fokozatosan vezesse be az uralkodói teendőkbe. Ugyanezen a napon a trónörökös Münchenben feleségül vette I. Lajos bajor király leányát, Matild Karolina bajor királyi hercegnőt (1813–1862). A házasságból nem származott utód.

## Uralkodása
Édesapja rohamosan hanyatló egészsége miatt az 1840-es évek második felében Lajos trónörökösre egyre több feladat hárult. 1848-ra a nagyherceg állapota olyannyira rossz volt, hogy az uralkodó örökösére bízta a kormányzás gondjait abban a reményben, hogy a népszerű herceg majd kiutat talál a forradalmi hangulatból. Március 5-én II. Lajos nagyherceg saját régensévé nevezte ki fiát és lemondott minden hatalmáról.
Az emberek többsége örömmel fogadta a trónörökös hatalomba kerülését. A herceg a liberalizmus szellemében, mégis vasakarattal és erős kézzel kezdte meg uralkodását. Államminisztere, Heinrich von Gagern segítségével minden lehetséges lázadásnak elejét vette és csírájában elfojtotta. A szomszédos Badeni Nagyhercegségben forradalom robbant ki, mely menekülésre kényszerítette a nagyhercegi családot. A forradalom szele a hesseni államot is megérintette, de a régens határozott vezetése nem engedett meg kitörni egy lázadást. Június 16-án meghalt II. Lajos nagyherceg, így a korona hivatalosan is fia fejére került, aki III. Lajos néven vette át a trónt. Az új nagyherceg továbbra is fellépett a forradalmi eszmék ellen, amik még az 1849-es évben is zavargásokat okoztak, elsősorban Badenben és Rheinhessen tartományában. A hesseni kormány katonai csapatokat küldött a poroszokkal szövetségben a badeni fővárosba, hogy leszámoljanak az ottani felkeléssel.

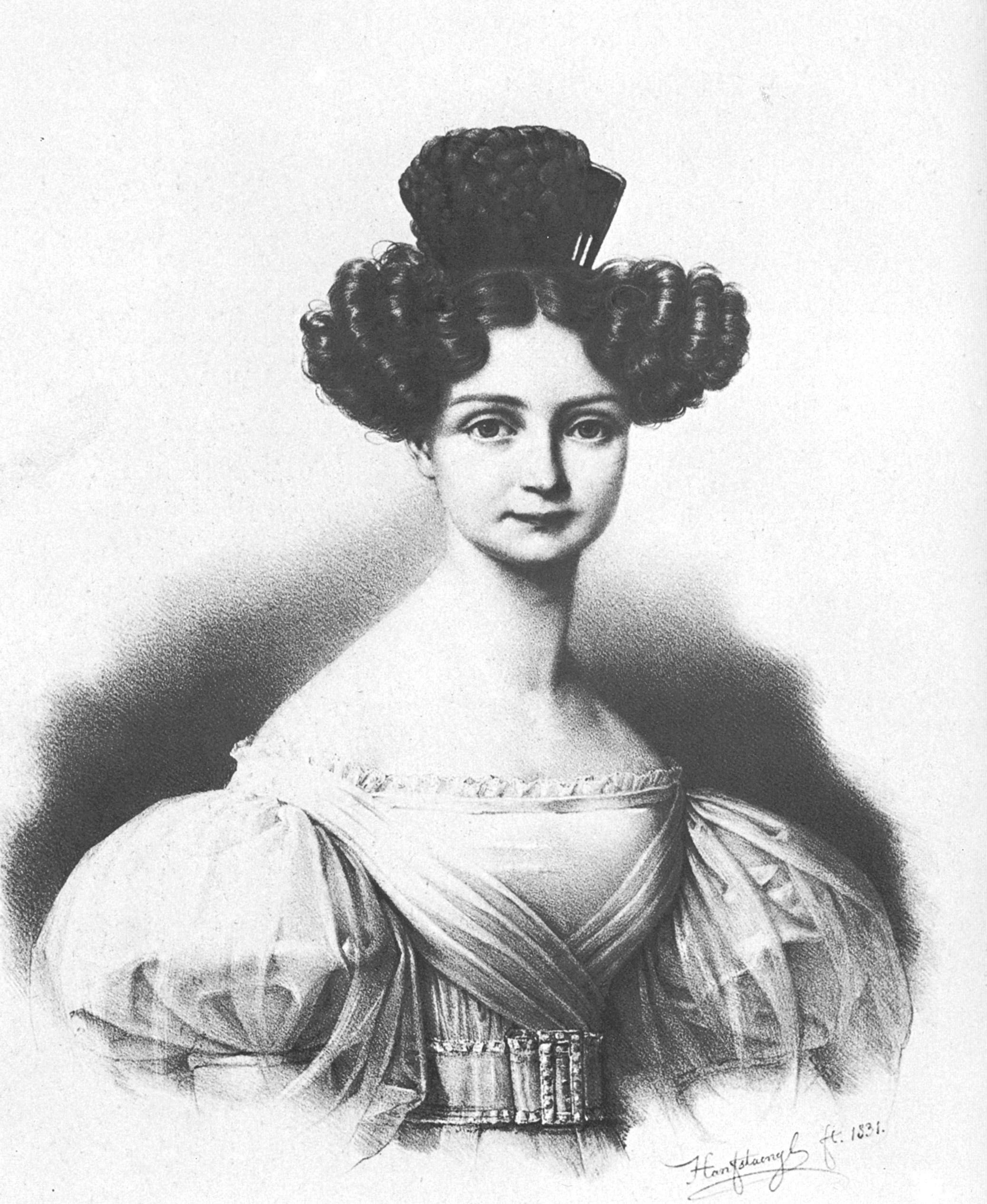
Matild Karolina bajor királyi hercegnő, Hessen nagyhercegnéje (1813–1862)

Az ebben az időben a német államokra általánosan jellemző visszaesés jelei Hessenben is mutatkoztak annak ellenére, hogy a remek gazdasági érzékkel megáldott von Dalwigk báró időben megtette a szükséges lépéseket. A forradalmi idők hatására hozott intézkedések és enyhítések legtöbbjét hatályon kívül helyezték. Az emberek legtöbbje elítélően nyilatkozott von Dalwigk kormányzásáról, noha az életszínvonal emelkedést mutatott. A kereskedelem és az ipar látványos fejlődésen ment keresztül; a hesseni államban rohamosan gyarapodott a vasút hossza és az utak száma. Maga a nagyherceg a kultúrát támogatta nagyobb összegekkel; az uralkodó különösen a zenét és a színházat kedvelte. A bürokrácia ugyanakkor egyre erősödött, elsősorban a nagyhercegné és Wilhelm Emmanuel von Ketteler mainzi érsek a miniszterelnökre gyakorolt befolyása miatt.
Az 1866-ban lejátszódó porosz–osztrák–olasz háborúban a hesseni seregek az osztrákok oldalán folytak bele a küzdelembe. A harcok anyagi fedezete egyrészt nagyon megterhelték, néha még adósságokba is sodorták az országot, másrészt a poroszok előrenyomultak és körbezárták a hesseni területeket. Még a háború kirobbanása előtt III. Lajos nagyhercegre szállt Hessen–Homburg koronája, mivel az apró grófságot uraló család férfiúi ága kihalt. Hessen–Homburg megadta magát a poroszoknak, akik ezen felül megszállták Hessen–Kasselt, valamint Hessen–Darmstadt egyes részeit. A porosz kézre került részeket elcsatolták az egyesült hesseni államoktól és a szomszédos elfoglalt megyékkel együtt létrehozták Hessen–Nassau tartományát. A háborút lezáró béke értelmében a hesseni csapatok kötelesek voltak a továbbiakban a poroszokkal szövetségre lépve hadba vonulni, illetve az országot és a nagyherceget komoly figyelmeztetésben részesítették azért, mert nem csatlakozott az Észak-német Szövetséghez. Az 1870-ben kitörő franciák elleni háborúban a hesseni seregek ily módon a poroszokkal egyesülve vonultak hadba; a hesseni állam jelentős szerepet játszott az egységes Német Birodalom létrejöttében. Von Dalwigk bárót menesztették miniszteri székéből, helyét az a Hoffmann vette át, aki később a birodalmi kancellária elnöke és Elzász–Lotaringia vezető politikusa lett. Hoffmann békés körülmények között kezdte meg kormányzását, elsősorban liberális eszmék szárnya alatt. A miniszter porosz minta hatására látott neki a kormány és az ország újjászervezéséhez. Munkáját később a birodalmi kancelláriába kerülése után von Strack folytatta.

## Magánélete

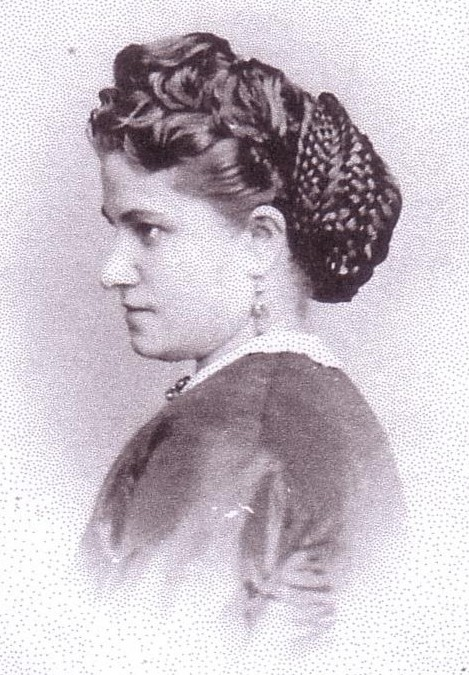
Anna Magdalena Appel von Hochstädten bárónő (1842–1917)

III. Lajos nagyherceg 1833. december 26-án házasodott össze Münchenben a bajor király leányával, Matild Karolina bajor királyi hercegnővel (1813–1862). Kapcsolatukból nem származott gyermek, ami pedig az utódlás szempontjából igen fontos kérdés volt. A trónörökösi cím így a nagyherceg öccsét, Károly Vilmos herceget illette meg, aki Mária Erzsébet porosz hercegnővel élt házasságban.
Matild Karolina 1862. május 25-én bekövetkezett halála után hat évvel, 1868. június 8-án a fővárosban III. Lajos nagyherceg feleségül vette szeretőjét, Anna Magdalena Appelt (1842–1917). A balerina és színésznő Appel nem származott nemesi családból, így a nagyherceggel kötött frigye morganatikusnak számított. Appel így nem viselhette a hesseni nagyhercegnéi titulust, ámbár férje a „Hochstädten báróné” (Freifrau von Hochstädten) rangra emelte az asszonyt. A házaspár Braunshardt kastélyában, a nyilvánosság elől rejtve élt.
III. Lajos nagyherceg 1877. június 13-án halt meg Seeheimben, hetvenegy esztendősen. A nagyhercegi család hagyományos temetkezési helyén, a rosenhöhei mauzóleumban temették el. Végrendeletében bőkezűen gondoskodott második feleségéről, aki soha többé nem ment férjhez. A nagyherceg öccse, Károly Vilmos herceg, a trón várományosa alig három hónappal bátyját megelőzve, március 20-án szenderült jobblétre. A hesseni korona ily módon Károly Vilmos legidősebb fiára, Lajos hercegre szállt, aki IV. Lajos néven került trónra.

## Fordítás
- Ez a szócikk részben vagy egészben a Lodewijk III van Hessen-Darmstadt című holland Wikipédia-szócikk ezen változatának fordításán alapul.  Az eredeti cikk szerkesztőit annak laptörténete sorolja fel. Ez a jelzés csupán a megfogalmazás eredetét és a szerzői jogokat jelzi, nem szolgál a cikkben szereplő információk forrásmegjelöléseként.